# 藤岡久美子
藤岡 久美子（ふじおか くみこ、現本名：久美子・マーレッシュ・藤岡、1964年10月30日 - ）は、日本の元タレント、ニュースキャスター。タレント活動をしていた当時は、関口宏主宰の芸能事務所・三桂に所属。愛媛県出身。明治学院大学文学部卒業。身長155cm。血液型A型。口元にあるほくろが特徴。

## 来歴
明治学院大学在学中にデビュー。当初はフジテレビの深夜番組『オールナイトフジ』にオールナイターズの一員として出演していた。
その後、TBSの『関口宏のサンデーモーニング』と日本テレビの『巨泉のこんなモノいらない!?』でリポーターを務め、深夜帯から全日帯へと進出。そして、テレビ朝日の『100万円クイズハンター』では5代目アシスタントを務め、同じくテレビ朝日の『森田健作の熱血テレビ』では森田健作のパートナーに抜擢された。
関西では、同じ芸能事務所に所属する大桃美代子とともに毎日放送の『テレビのツボ』に出演し、知名度を得る。当時、千葉ロッテマリーンズに所属していた青柳進に一目惚れしてロッテのファンになったが、この話が元で同番組で「藤岡久美子の打って、勝って、ロッテ」というコーナーが企画されたことがある。
その後は報道番組とラジオのバラエティ番組を中心に活動していたが、後にオーストリア人のジャーナリストと知り合い、1999年に結婚。タレント業を引退し、夫の母国オーストリア・ザルツブルクに在住している。

## 出演

### テレビ番組
- オールナイトフジ（フジテレビ） - オールナイターズの一員として出演。
- 関口宏のサンデーモーニング（TBS）
- 巨泉のこんなモノいらない!? （1987年10月 - 1989年9月、日本テレビ）
- 100万円クイズハンター（1990年1月 - 1991年3月、テレビ朝日） - 5代目アシスタントを担当。
- 森田健作の熱血テレビ（1991年4月 - 1991年9月、テレビ朝日）
- 女38歳気になるテレビ（1991年9月 - 1992年3月、テレビ朝日）
- みのもんたの世渡りジョーズ!! （1992年1月 - 1994年3月、日本テレビ）
- ワンダーゾーン（1992年4月 - 1993年3月、読売テレビ）
- テレビのツボ（1992年10月 - 1995年9月、毎日放送） - 木曜・金曜のアシスタントを担当。
- 屋台の目ぇ（1993年10月 - 1994年8月、毎日放送） - 木曜・金曜に出演。
- 幸福100% 宵待5 （1994年9月 - 1996年9月、毎日放送）
- 週刊テレビのツボ（1995年10月 - 1996年3月、毎日放送）
- 読売新聞は〜い朝刊（日本テレビ）
- 情報!もぎたてサラダ（1997年9月 - 1998年9月、TBSテレビ）
- 3か月英会話（1999年7月 - 1999年9月、NHK教育テレビ） - 全13回のシリーズ「おしゃべりEメール」に出演[2][3]。

### ラジオ番組
- 関谷浩至と花の東京応援団!（1992年10月 - 1993年9月、TBSラジオ） - 月曜から木曜のアシスタントを担当。
- ルー大柴のサンデービッグテン（TBSラジオ）
- ウィークエンド・ルー（TBSラジオ）
- 前田武彦のかしましジャーナル（ラジオ日本）
- バズーカ山寺のうたきんダイナマイト!! （1997年4月 - 1997年12月、TBSラジオ）
- 金曜スポーツパーク（MBSラジオ）
- ないしょの日テレちゃん（ラジオ日本）

## 執筆

### 著書
- 女は磨いて強くなる I wanna be Cinderella. （1994年6月27日発売、発行：プラザ、発売：青心社、ISBN 4-87892-062-9）

### 寄稿
- テレビのツボ（1993年8月11日発売、編集：毎日放送テレビ制作局、発行：プラザ、発売：青心社、ISBN 4-87892-043-2）